# Оскар Уренья
Оскар Уренья (ісп. Oscar Ureña, нар. 13 травня 2003, Фігерас) — іспанський і домініканський футболіст, нападник «Жирони».
Виступав за молодіжну збірну Домініканської Республіки.

## Клубна кар'єра
Народився 13 травня 2003 року у Фігерасі. Вихованець юнацьких команд футбольних клубів «Ла Салле» та «Фігерас», а з 2016 року — академії «Жирони».
У дорослому футболі дебютував 2021 року виступами паралельно за другу та першу команди «Жирони». За півтора сезони провів 13 ігор за основну команду клубу.
Протягом першої половини 2023 року на правах оренди захищав кольори «Картахени». Згодом сезон 2023/24 провів в оренді в  «Леганесі».
2024 року повернувся до «Жирони». 

## Виступи за збірну
З 2024 року залучається до складу молодіжної збірної Домініканської Республіки. На молодіжному рівні зіграв в одному офіційному матчі.
2024 року включений до заявки олімпійської збірної Домініканської Республіки для участі у футбольному турнірі на тогорічних Олімпійських іграх у Парижі.

## Статистика виступів

### Статистика клубних виступів
Станом на 24 липня 2024
| Сезон             | Команда           | Чемпіонат         | Чемпіонат | Чемпіонат | Національний кубок | Національний кубок | Національний кубок | Континентальні кубки | Континентальні кубки | Континентальні кубки | Інші змагання | Інші змагання | Інші змагання | Усього | Усього | Усього |
| Сезон             | Команда           | Ліга              | Ігор      | Голів     | Ліга               | Ігор               | Голів              | Ліга                 | Ігор                 | Голів                | Ліга          | Ігор          | Голів         | Ігор   | Голів  |        |
| ----------------- | ----------------- | ----------------- | --------- | --------- | ------------------ | ------------------ | ------------------ | -------------------- | -------------------- | -------------------- | ------------- | ------------- | ------------- | ------ | ------ | ------ |
| 2021–22           | «Жирона Б»        | СФ                | 7         | 1         |                    | -                  | -                  |                      | -                    | -                    |               | -             | -             | 7      | 1      |        |
| 2022–23           | «Жирона Б»        | СФ                | 7         | 0         |                    | -                  | -                  |                      | -                    | -                    |               | -             | -             | 7      | 0      |        |
| 2021–22           | «Жирона»          | СД                | 10        | 0         | КІ                 | 0                  | 0                  |                      | -                    | -                    |               | -             | -             | 10     | 0      |        |
| 2022-січ. 2023    | «Жирона»          | СД                | 3         | 0         | КІ                 | 1                  | 0                  |                      | -                    | -                    |               | -             | -             | 4      | 0      |        |
| січ.-черв. 2023   | «Картахена»       | СД                | 10        | 0         | КІ                 | 0                  | 0                  |                      | -                    | -                    |               | -             | -             | 10     | 0      |        |
| 2023–24           | «Леганес»         | СД                | 17        | 0         | КІ                 | 2                  | 0                  |                      | -                    | -                    |               | -             | -             | 19     | 0      |        |
| Усього за кар'єру | Усього за кар'єру | Усього за кар'єру | 54        | 1         |                    | 3                  | 0                  |                      | -                    | -                    |               | -             | -             | 57     | 1      |        |